# مسجد السلطان إبراهيم بن أدهم
مسجد السلطان إبراهيم بن أدهم هو أكبر مسجد في بلدة بيت حنينا الفلسطينية الواقعة شمال شرق مدينة القدس. سُمي على اسم المسلم إبراهيم بن أدهم، حيث عاش في البلدة وعمل في جمع منتجات الزيتون. جاء في نقش على حجر أمام المسجد «هذا المسجد بناه سويد أبو حمايل عام 336 بعد الهجرة». كان السلطان إبراهيم بن أدهم شخصًا شهيرًا «تخلى عن العرش وكرس نفسه لله» ودفن في مدينة جبلة في محافظة اللاذقية في شمال غرب سوريا. في عام 1938، قام سكان بيت حنينا بتوسيع منطقة المسجد. في عام 1993، تم بناء مدرسة ابتدائية للبنين بجانب المسجد.